# Komunistyczna Partia Nepalu (Maoistowska)
Komunistyczna Partia Nepalu (Maoistowska) (nepali  नेपाल कम्युनिष्ट पार्टी (माओवादी केन्द्र)) – nepalska partia maoistowska założona w 1994 roku. Jej liderem jest Prachanda. W 2008 roku zwyciężyła w wyborach parlamentarnych.

## Geneza
Ruch maoistowski w Nepalu ma bogatą historię. Sympatycy ideologii w 1972 roku wszczęli nieudane powstanie w dystrykcie Jhapa. Powstanie spotkało się z obojętnością Chińskiej Republiki Ludowej, która widziała w nepalskiej monarchii zaporę przed Indiami.
Na początku lat 90. w wyniku różnic w ruchu komunistycznym wykrystalizowały się dwa ugrupowania: Komunistyczna Partia Nepalu (Zjednoczenie Marksistowsko-Leninowskie) i Centrum Maoistowskie. KPN (Zjednoczenie Marksistowsko-Leninowskie) opowiadała się za wielopartyjną demokracją ludową, ortodoksyjnie maoistowskie stanowisko przyjęło Centrum Jedności, występujące oficjalnie jako Zjednoczony Front Ludowy Nepalu. W wyborach parlamentarnych w 1994 roku wystartowali przedstawiciele obu partii. Głosowanie okazało się zwycięstwem KPN (Zjednoczenie Marksistowskie-Leninowskie) i sformowaniem przez tę partię rządu mniejszościowego. Po wyborach miejsce miał rozłam w Centrum Maoistowskim, partię opuściła grupa działaczy, która sformowała Komunistyczną Partię Nepalu (Maoistowską).
KPN (Maoistowska) nie została uznana przez komisję wyborczą, stąd też ugrupowanie zaczęło kontestować wynik wyborów. W 1995 roku rząd rozpoczął represje wobec działaczy maoistowskich. W 1996 roku przywódcy KPN (Maoistowskiej) przedstawili listę czterdziestu żądań, w tym: zniesienia monarchii, decentralizacji władzy, wprowadzenia wolności słowa, nacjonalizacji przemysłu, redystrybucji ziemi, uwolnienia więźniów politycznych oraz sekularyzacji państwa. Maoiści ogłosili przy tym ultimatum: rząd spełni ich żądania albo spotka się ze zbrojną rebelią. Rząd odmówił, a w tym samym roku kierownictwo partii zadecydowało o opuszczeniu parlamentu i wywołaniu „wojny ludowej“. Celem „Nepalskiej Rewolucji Komunistycznej“ miało być utworzenie „socjalistycznej i komunistycznej republiki ludu”. Na czele partii i rebelii stanął Prachanda, jego zastępcą był Baburam Bhattarai.

## Rebelia (1996-2006)

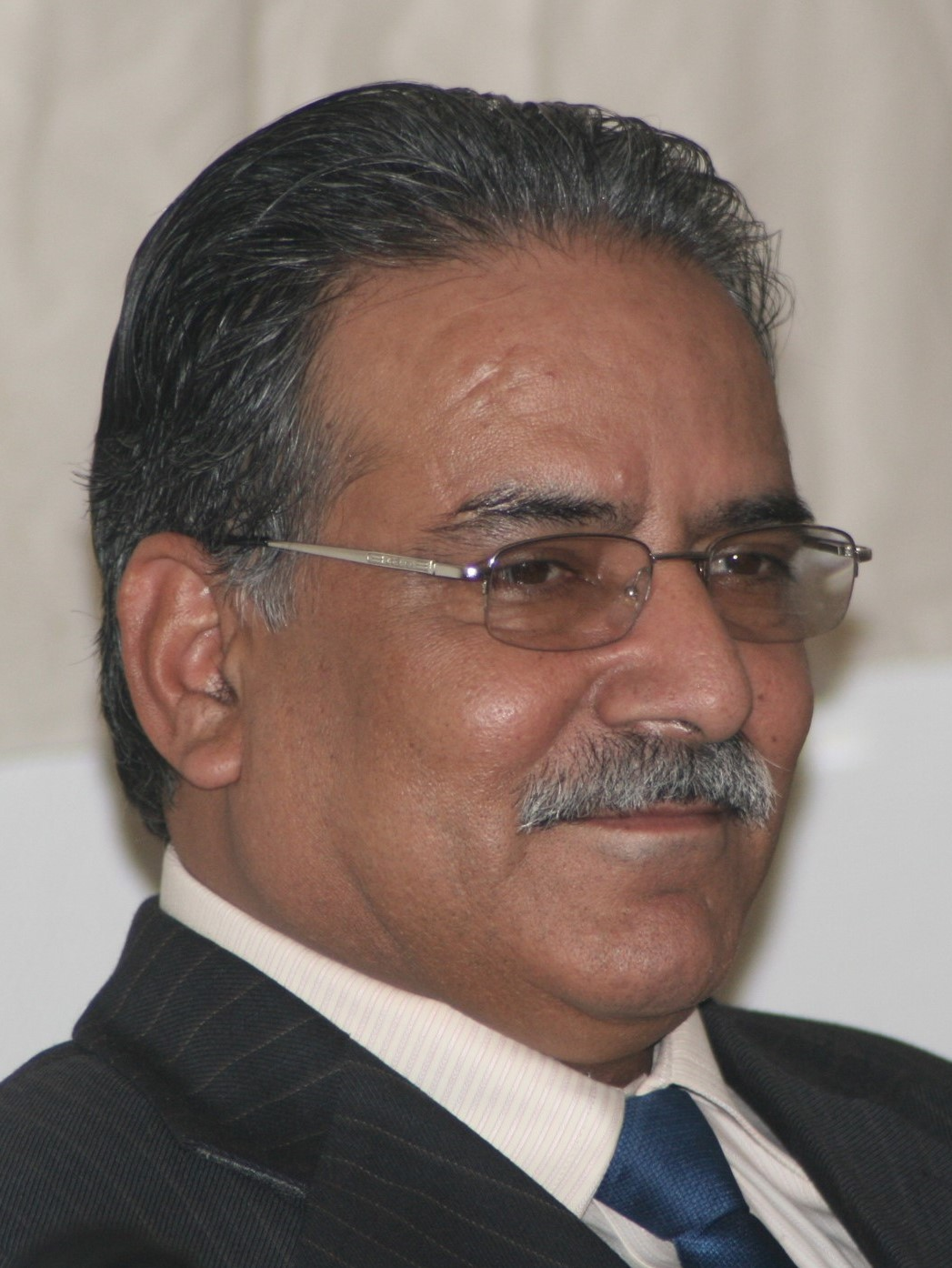
Prachanda, lider partii i dwukrotny premier Nepalu

Zbrojnym ramieniem maoistów była Armia Wyzwolenia Narodowego. Powstańcy aktywni byli w 68 z 75 dystryktów Nepalu. Do 2006 roku w 32 utworzyli oni regionalne rządy ludowe podporządkowane krajowemu Ludowemu Rządowi Rewolucyjnemu. W 2006 roku liczbę rebeliantów szacowano na 4 do 5 tysięcy członków kadry partyzanckiej i kilkanaście tysięcy ochotników wsparcia. Partyzantka utrzymywała się z napadów na banki, wymuszeń od przedsiębiorców oraz dobrowolnych składek sympatyków.
W strefach kontrolowanych przez Armię Wyzwolenia Narodowego realna władza należała do KPN (Maoistowskiej). Maoiści przeprowadzili reformy zapewniające wieśniakom równy dostęp do zasobów, zorganizowali własny system sądownictwa (przykładowo gwałciciele byli skazywani na karę, jaką zażyczyła sobie ofiara), tworzyli przychodnie i szkoły oraz dbali o rozwój rolnictwa. Reformy zapewniły im poparcie większości Nepalczyków. Największym poparciem cieszyli się pośród mniejszości etnicznych, w tym Gurkhów.
W 1998 roku w partii doszło do secesji skrzydła umiarkowanego – rozłamowcy powołali Patriotyczną Ligę Komunistów.
Według części źródeł maoiści współpracowali z naksalitami z Indii (konkretnie Komunistyczne Centrum Maoistowskie i Ludowa Grupa Wojenna) oraz separatystami z United Liberation Front of Assam. Rozpowszechnione było także przekonanie o wspieraniu KPN (Maoistowskiej) przez rząd ChRL, które było błędne.
Na początku XXI wieku rząd rozpoczął rozmowy z buntownikami. Do końca 2006 roku podpisano kilka umów kończących konflikt.

## Legalna działalność
Po zakończeniu kampanii rebelianckiej, maoistów dopuszczono do legalnej działalności. Wystartowali w wyborach parlamentarnych w 2008 roku, w których odnieśli zwycięstwo, zdobywając 38% głosów i 240 mandatów (na 601). Zwycięzcy wyborów zapowiedzieli, że nie chcą przekształcić Nepalu w państwo socjalistyczne oraz trwanie przy gospodarce rynkowej. KPN (m) utworzyła rząd koalicyjny z Kongresem Nepalskim i Komunistyczną Partią Nepalu (Zjednoczeniem Marksistowsko-Leninowskim). Premierem został  Prachanda. 28 maja 2008 nowo wybrane Zgromadzenie Konstytucyjne ogłosiło Nepal republiką. Prachanda w 2009 roku podał się do dymisji. Związane to było z konfliktem na łamach koalicji i wycofaniu się z niej KPN (Zjednoczenie Marksistowsko-Leninowskie).
W 2009 roku KPN (m) zjednoczyła się z Centrum Jedności. W ramach unifikacji czasowo zmieniono nazwę partii na Zjednoczona Komunistyczna Partia Nepalu (Maoistowska). Przewodniczącym ugrupowania został Prachanda. Partia szybko powróciła do starej nazwy – KPN (Maoistowska).
W 2010 roku protesty maoistów przyczyniły się do upadku rządu komunisty Madhav Kumar Nepala. W 2011 roku partia poparła utworzenie rządu Jhala Nath Khanal z KPN (Zjednoczenie Marksistowsko-Leninowska). Rząd upadł jeszcze w tym samym roku, w następstwie czego premierem został maoista Baburam Bhattarai. Polityk sprawował urząd do 2013 roku. Maoiści poparli następnie powołanie rządu bezpartyjnego premiera Khil Raj Regmi.
W latach 2011–2012 maoiści rozwiązali swoją armię, która liczyła wówczas 19 tysięcy członków, 1500 spośród nich włączono w skład regularnego wojska. W tym samym roku KPN (Maoistowska) została usunięta z listy organizacji terrorystycznych Departamentu Stanu USA.
W 2016 roku Prachanda po raz drugi został premierem. Z funkcji ustąpił w 2017 roku. 

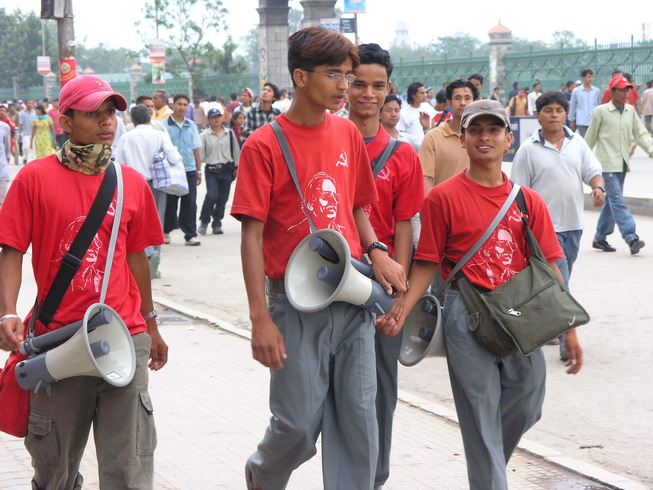
Zwolennicy partii na wiecu w Katmandu

W 2017 roku partia wzięła udział w wyborach lokalnych. Zajęła w nich trzecie miejsce.

## Wsparcie dla bhutańskich maoistów
W czasie trwania wojny domowej w Nepalu wspierała Bhutańską Partię Komunistyczną (Marksistowsko-Leninowsko-Maoistowską). Członkowie tej partii przechodzili szkolenia wojskowe w obozach nepalskich maoistów.

## Ideologia
Ideologią partii jest maoizm. Początkowo jej celem było utworzenie w Nepalu państwa socjalistycznego. Po zwycięstwie w wyborach w 2008 roku porzuciła radykalne hasła. W gospodarce opowiedziała się za utrzymaniem gospodarki rynkowej.
Sprzeciwia się hegemonii języka nepali, hinduizmu i ludu Khas. Program skierowany jest w dużej mierze do mniejszości etnicznych, którym to obiecuje przyznanie autonomii. Maoiści posługują się retoryką antyindyjską.